# Vítězslav Hornig
 (mars 2025).
- Si vous ne connaissez pas le sujet, laissez ce bandeau (vous pouvez alors contacter les auteurs).
- Si vous supprimez le contenu mis en cause (vous pouvez préalablement contacter les auteurs),

argumentez précisément cette suppression dans la page de discussion
(un manque de référence n'est pas un argument ; une recherche réelle de référence doit avoir été effectuée, être formellement documentée).
Pour les articles homonymes, voir Hornig.
Vítězslav Hornig (né le 26 avril 1999 à Jilemnice) est un biathlète tchèque.

## Carrière
Vítězslav Hornig a fait ses débuts internationaux dans le cadre des Championnats du monde juniors de biathlon 2016, où il s'est classé 43e, 44e et 46e. Le Tchèque a également participé aux Jeux olympiques de la jeunesse d'hiver de 2016, où il a terminé neuvième avec le relais mixte, 14e au sprint et 22e à la poursuite. Hornig a été engagé dans deux courses de la Coupe IBU Junior 2016/17, où il a terminé 43e et 53e.
Au cours de la saison 2017/18, Hornig a finalement participé régulièrement aux compétitions de la Coupe IBU junior. Il y a régulièrement terminé dans le top 50 et a obtenu son premier classement dans le top 10 lors du sprint à Nové Město na Moravě, dans son pays. Lors des Championnats d'Europe juniors de biathlon 2018 à Pokljuka, le Tchèque a remporté la médaille de bronze en plus d'une 21e et d'une 22e place en sprint et en poursuite et d'une 7e place avec le relais masculin lors de la course individuelle. Et Vítězslav Hornig a également connu le succès lors des Championnats du monde juniors de biathlon 2018 qui ont suivi à Otepää, en Estonie, puisqu'il a décroché deux médailles de bronze en sprint et une médaille d'argent en relais. Il a terminé douzième en individuel et n'a pas pris le départ de la poursuite. Lors des Championnats du monde juniors de biathlon d'été 2018, il a remporté trois autres médailles en terminant premier avec le relais masculin tchèque et troisième du sprint et de la poursuite.
Lors de la saison 2018/19, Hornig a été engagé pour la première fois dans la Coupe IBU des seniors. Il y a régulièrement atteint les rangs des points, mais n'a pas réussi à se hisser dans le top 10, si bien que son meilleur résultat a été une 17e place. Le Tchèque a de nouveau participé aux Championnats du monde juniors de biathlon et aux Championnats d'Europe juniors de biathlon, mais contrairement à l'année précédente, il n'y a pas remporté de médaille. Aux Championnats du monde juniors, il s'est classé 14e, 27e et 38e dans les épreuves individuelles et 6e avec le relais. Aux Championnats d'Europe juniors, il s'est classé 11e, 18e et 26e dans les épreuves individuelles et 7e avec le relais mixte simple. Hornig a également participé aux Championnats du monde juniors de biathlon d'été en 2019 et a terminé les trois courses parmi les dix meilleurs, y compris le super sprint où il a terminé deuxième, ce qui lui a permis de remporter une nouvelle médaille.
La saison suivante, Hornig a également été engagé dans la Coupe IBU des seniors. Après s'y être constamment classé parmi les 20 meilleurs et avoir terminé deux fois dans le top 10, le Tchèque a pu fêter ses débuts en Coupe du monde le 19 décembre 2019 lors de la course de sprint d'Annecy-Le Grand-Bornand, qu'il a terminée à la 71e place. Se sont ensuivis trois autres classements dans le top 10 de la Coupe IBU, dont une deuxième place au sprint de Brezno-Osrblie, en même temps le premier podium de la Coupe IBU pour Vítězslav Hornig. Le Tchèque a également participé aux Championnats du monde juniors de biathlon 2020 et a terminé toutes les courses dans le top 20, sans toutefois remporter de médaille. En 2020, Hornig a également participé pour la première fois aux Championnats d'Europe de biathlon seniors et s'est classé 14e, 51e et 57e dans les épreuves individuelles et 11e avec le relais mixte simple lors des compétitions de Minsk. Deux semaines plus tard, lors des Championnats d'Europe juniors de biathlon 2020, Vítězslav Hornig, médaillé d'argent en sprint et médaillé d'or en individuel avec le Slovène Alex Cisar, a été l'athlète le plus titré de la compétition.
Lors de la saison 2020/21, Hornig n'a été engagé sur le plan international qu'en février, et ses 45e et 50e places aux compétitions de la Coupe IBU de Brezno-Osrblie n'ont pas été convaincantes. Il a néanmoins été couronné de succès lors des Championnats du monde juniors de biathlon 2021, puisqu'il s'est classé dans le top 10 de toutes les épreuves, terminant dixième en individuel, huitième en sprint, sixième en poursuite et troisième avec le relais masculin tchèque, ce qui lui a permis de remporter une nouvelle médaille. En mars 2021, Hornig a été engagé pour la première fois en Coupe du monde de la saison 2020/21 lors des compétitions organisées dans son pays natal, la République tchèque, à Nové Město na Moravě, où il a terminé 50e au sprint et 56e à la poursuite.
Le 12 février 2025, en ouverture des championnats du monde à Lenzerheide, il obtient la médaille d'argent du relais mixte en compagnie de Jessica Jislová, Tereza Voborníková et Michal Krčmář.

## Palmarès

### Championnats du monde
| Édition / Épreuve | Individuel | Sprint | Poursuite | Mass start | Relais | Relais mixte             | Relais mixte simple |
| ----------------- | ---------- | ------ | --------- | ---------- | ------ | ------------------------ | ------------------- |
| Nové Město 2024   | 46e        | —      | —         | —          | 7e     | —                        | —                   |
| Lenzerheide 2025  | 27e        | 29e    | 22e       | —          | 6e     | Médaille d'argent, monde | 14e                 |

Légende :
- : médaille d'argent, deuxième place
- — : non disputée par Vítězslav Hornig

### Coupe du monde
- Meilleur résultat individuel : 5e
- 1 podium[2] :
  - 1 podium en relais mixte : 1 deuxième place.

 Dernière mise à jour le 13 février 2025

#### Résultats détaillés en Coupe du monde
| 2019-2020 |        |         |        |        |        |        |        |    |        |        |        |        |        | .      | .      | .      | .      |    |        |    |        |         |         |         |    |    | n.c. |
| 2019-2020 | SP     | IN      | SP     | PU     | SP 71e | PU     | MS     | SP | MS     | SP     | PU     | IN     | MS     | SP     | PU     | IN     | MS     | SP | MS     | SP | PU     | SP Ann. | PU Ann. | MS Ann. |    |    | n.c. |
| 2020-2021 |        |         |        |        |        |        |        |    |        |        |        |        |        |        |        | .      | .      | .  | .      |    |        |         |         |         |    |    | n.c. |
| 2020-2021 | IN     | SP      | SP     | PU     | SP     | PU     | SP     | PU | MS     | SP     | PU     | SP     | MS     | IN     | MS     | SP     | PU     | IN | MS     | SP | PU     | SP 50e  | PU 56e  | SP      | PU | MS | n.c. |
| 2021-2022 |        |         |        |        |        |        |        |    |        |        |        |        |        |        |        | .      | .      | .  | .      |    |        |         |         |         |    |    | n.c. |
| 2021-2022 | IN 78e | SP 105e | SP 83e | PU     | SP 88e | PU     | SP     | PU | MS     | SP 83e | PU     | SP     | PU     | IN     | MS     | IN     | SP     | PU | MS     | SP | PU     | SP      | MS      | SP      | PU | MS | n.c. |
| 2022-2023 |        |         |        |        |        |        |        |    |        |        |        |        |        |        | .      | .      | .      | .  |        |    |        |         |         |         |    |    | n.c. |
| 2022-2023 | IN     | SP      | PU     | SP     | PU     | SP     | PU     | MS | SP     | PU     | IN 73e | MS     | SP 93e | PU     | SP     | PU     | IN     | MS | SP     | PU | IN     | MS      | SP      | PU      | MS |    | n.c. |
| 2023-2024 |        |         |        |        |        |        |        |    |        |        |        |        |        |        | .      | .      | .      | .  |        |    |        |         |         |         |    |    | 92e  |
| 2023-2024 | IN     | SP      | PU     | SP     | PU     | SP     | PU     | MS | SP 42e | PU 45e | SP 58e | PU 40e | SI 64e | MS     | SP     | PU     | IN 46e | MS | IN 67e | MS | SP 60e | PU 50e  | SP 56e  | PU 48e  | MS |    | 92e  |
| 2024-2025 |        |         |        |        |        |        |        |    |        |        |        |        |        |        | .      | .      | .      | .  |        |    |        |         |         |         |    |    |      |
| 2024-2025 | SI 27e | SP 22e  | MS 15e | SP 34e | PU 26e | SP 46e | PU 29e | MS | SP 25e | PU 23e | IN 5e  | MS 9e  | SP 7e  | PU 35e | SP 29e | PU 22e | IN     | MS | SP     | PU | IN     | MS      | SP      | PU      | MS |    |      |